# Riserva naturale Pian di Spagna e Lago di Mezzola

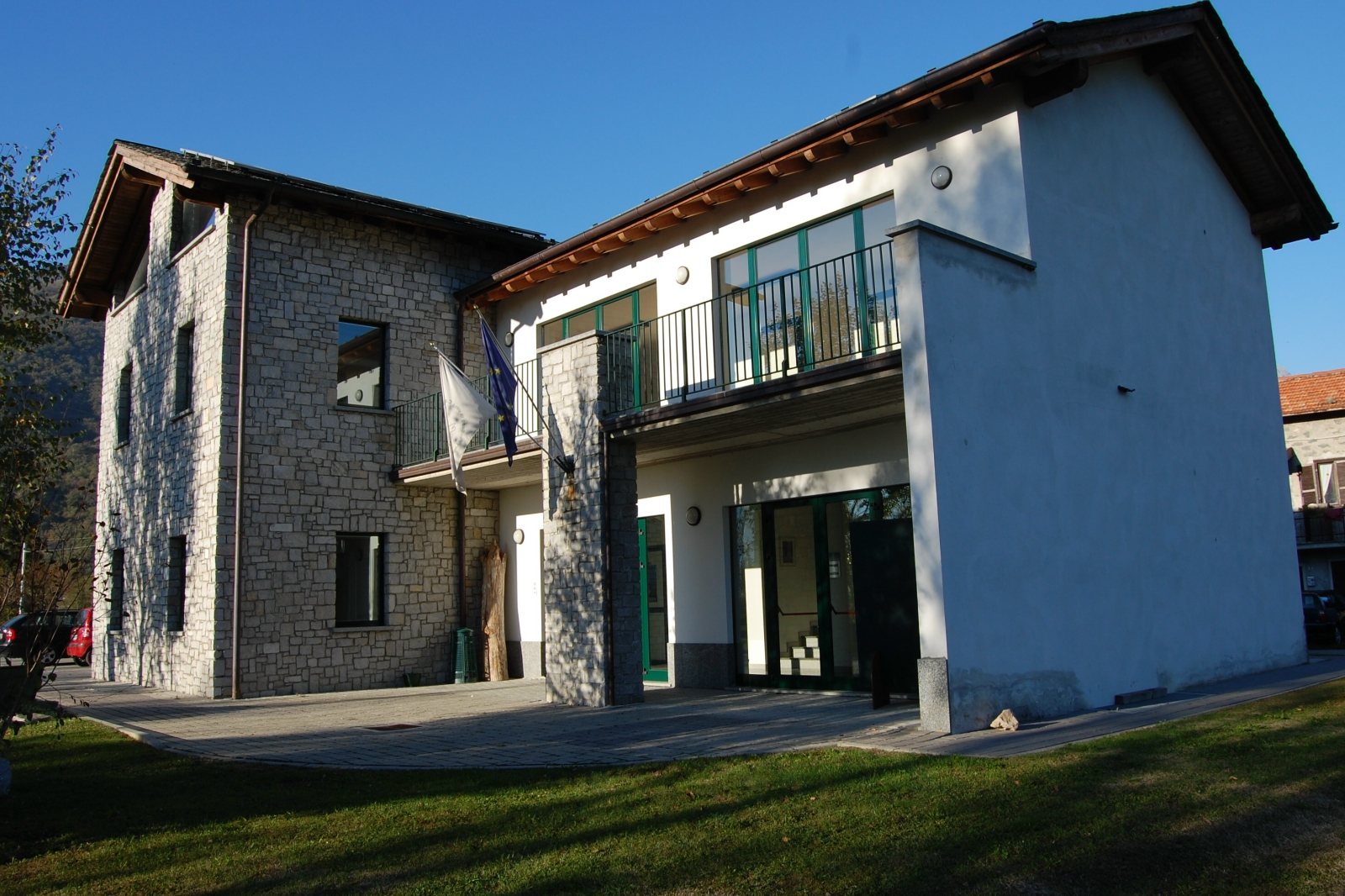
Sede della Riserva Naturale Pian di Spagna - Lago di Mezzola

La Riserva Naturale Pian di Spagna e Lago di Mezzola è un'area naturale protetta situata nelle provincie di Como e Sondrio. La riserva comprende il lago di Mezzola e la porzione più settentrionale del lago di Como, detta Pian di Spagna, per un'estensione di poco meno di 1600 ettari.
L'area protetta, classificata come zona umida, assicura l'ambiente idoneo alla sosta e alla nidificazione dell'avifauna migratoria in porzioni di territorio dei comuni di Sorico e Gera Lario nella provincia di Como, Verceia, Novate Mezzola e Dubino nella provincia di Sondrio.
La sede della Riserva si trova in Via della Torre, 1/A Sorico (CO), in un moderno e polifunzionale edificio.

## Storia
Il Piano di Spagna è una pianura alluvionale, formatasi per l'apporto di materiale detrìtico da parte del fiume Adda. Migliaia di anni fa il Lago di Como era quindi tutt'uno con il Lago di Mezzola. Il toponimo di Samolaco ("Summus Lacus") lo sta ancora oggi a testimoniare. Abitato fin in epoca romana, come confermato dai ritrovamenti archeologici nella zona di Sant'Agata (dove un tempo sorgeva la romana Aneunia), il Piano di Spagna deve il suo nome al dominio spagnolo (secoli XVI-XVIII). Per la sua posizione strategica, questa pianura ospitò, a partire dal Medioevo, diverse fortificazioni, che vennero poi ampliate dagli spagnoli. Da qui infatti passava il confine tra i Grigioni, che controllavano la Valtellina, e il Ducato di Milano, allora sotto la corona di Spagna.
Per questo motivo, il conte di Fuentes, governatore di Milano, decise di costruirvi un forte. Situato sulla collina settentrionale di Montecchio,
il Forte di Fuentes fu in collegamento con altre postazioni difensive, come la Torre di Sorico, il Forte d'Adda (oggi stalla e quindi detto lo "Stallone"), la Torre di Curcio e quella di Fontanedo. Il Forte resistette ad attacchi di diversi eserciti e fu smantellato solo nel 1796, da parte di Napoleone Bonaparte per accondiscendere alle richieste dei vicini Grigioni. Nel 1916, durante la prima guerra mondiale, il Forte, fu inserito nell'ambito della Frontiera Nord, il sistema difensivo italiano verso la Svizzera, e per questo vide la realizzazione di una strada militare e di due appostamenti d'artiglieria blindati destinati a tirare sulle provenienze di Valtellina e Val Chiavenna, per compensare il disarmo del vicino Forte Montecchio Nord, avvenuto nel 1915. Oltre ai manufatti della Frontiera Nord oggi, del Forte di Fuentes, rimangono imponenti resti degli edifici e delle mura perimetrali, oggetto di recupero da parte degli operatori del Museo della Guerra Bianca che dal 2012 ne ha assunto la gestione in accordo con la Provincia di Lecco.

## Territorio

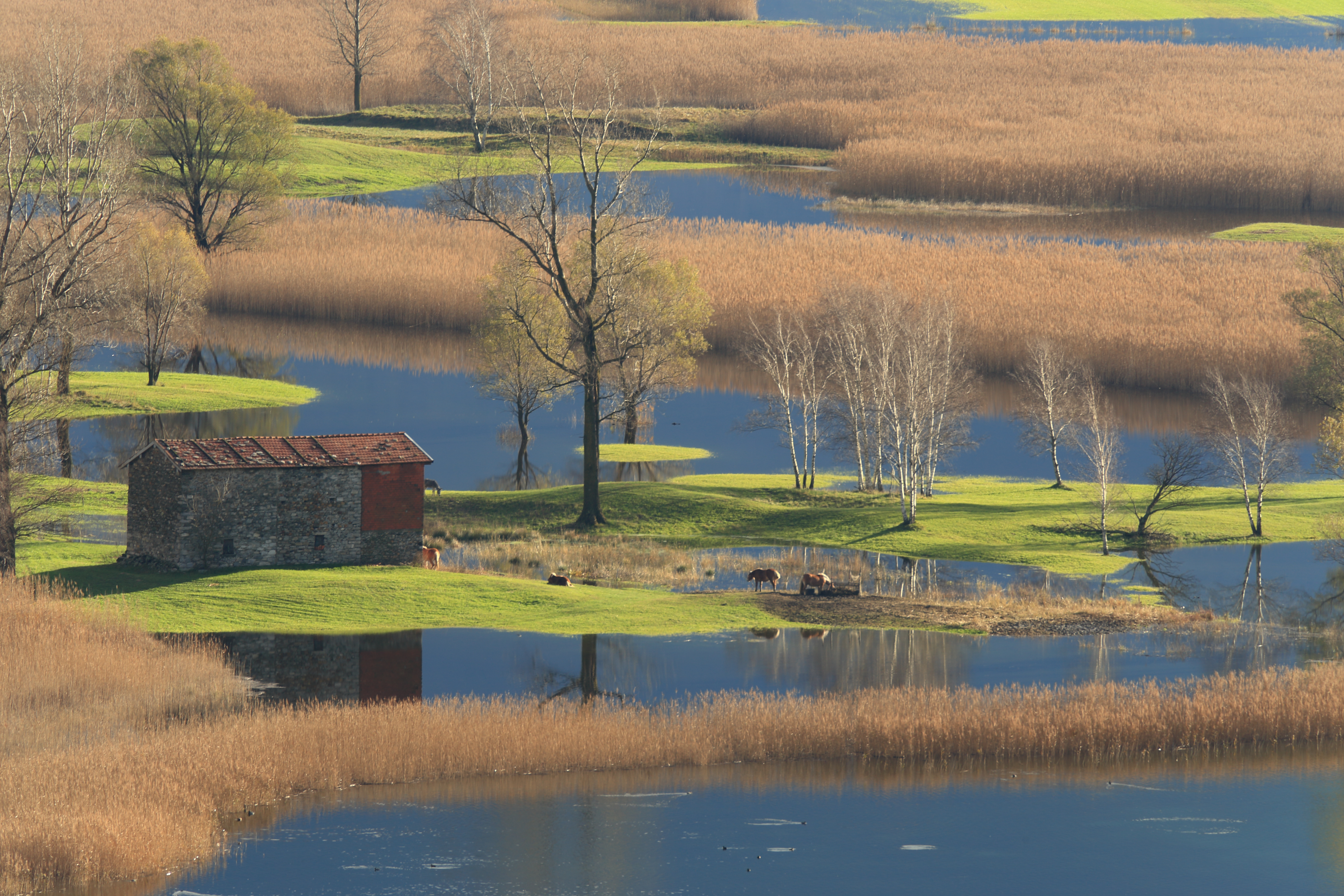
Uno scorcio del Pian di Spagna.

Il Piano di Spagna è noto per essere una tra le più importanti riserve naturali d'Italia; non tanto per le sue dimensioni ma per la sua posizione sul corridoio migratorio avifaunistico alpino tra nord Europa e Africa. Qui, tra i canneti e le tife, nidificano numerose specie di uccelli acquatici, di anfibi e dì rettili. Per avere una visione d'insieme dell'oasi naturale si può salire ad Albonico, frazione di Sorico. Da ricordare, infine, sulla sponda occidentale del Lago di Mezzola, lungo il tracciato dell'antica via Regina, l'oratorio di San Fedele (accessibile a piedi - h.1,30 - da Samolaco o da Dascio, frazione di Sorico oppure via barca, da Novate Mezzola), oratorio proto-romanico del X secolo, con affreschi coevi, sorto sul presunto luogo del martirio di S. Fedele. 

### Flora
Essa è costituita da ampie estensioni di canneto a Phragmites australis e cariceto a Carex spp.
La superficie di lago, stagni e canali sono in parte nascoste dalla crescita delle ninfee (Nymphaea spp. e Nuphar lutea) con le loro foglie a lamina espansa, galleggianti. La maggior parte del Pian di Spagna è interessato da coltivi, soprattutto a mais, erba medica, loietto e prati da sfalcio, intervallati da filari di arbusti fruttiferi e da alberi sparsi come olmi, pioppi, ontani, salici e querce.

### Fauna
La ricchezza faunistica è costituita principalmente da avifauna acquatica quali aironi, alzavole, folaghe, germani reali, nitticore, tarabusi, cigni reali, gallinelle d'acqua ecc. Numerose le specie di uccelli stanziali e quelle osservate durante le soste migratorie. Nelle aree della riserva sono inoltre presenti mammiferi quali la volpe, il tasso, il cervo, il capriolo e il cinghiale. 
Nel 2016 da segnalare l'avvistamento della sterna artica e della cicogna nera.
Anfibi: tritone crestato, salamandra pezzata, rana verde, rana rossa, raganella, rospo comune.
Rettili: biscia dal collare, biacco, ramarro.